# Galli da Bibiena
Galli da Bibiena var en italiensk konstnärsfamilj från Bologna.
Dess betydelse ligger särskilt i att ha utbrett den av Francesco Borromini och Cassiano dal Pozzo skapade senbarocken över Italien och Tyskland. Av dess åtta, särskilt till teaterbyggare och dekorationsbyggare utbildade medlemmar märks särskilt Fernandino Galli da Bibiena (1657-1743), Alessandro Galli da Bibiena (1687- före 1769) vars mästerverk är jesuitkyrkan i Mannheim och Giuseppe Galli da Bibiena (1696-1756) som främst verkade i Wien, Dresden och Berlin.